# روبرت س. بونير
روبرت س. بونير (بالإنجليزية: Robert C. Bonner)‏ هو ضابط وقاضي ومحامي أمريكي، ولد في 29 يناير 1942 في ويتشيتا في الولايات المتحدة.

## وصلات خارجية
- الموقع الرسمي
- روبرت س. بونير على موقع إن إن دي بي (الإنجليزية)